# Priscilla Lawson
Priscilla Lawson, nome artístico de Priscilla Shortridge (Indianapolis, 8 de março de 1914 – Los Angeles, 27 de agosto de 1958), foi uma atriz norte-americana.
Após ser eleita Miss Miami Beach, em 1935, o seu prêmio foi um contrato com a Universal Studios e fez pequenas aparições em seus primeiros trabalhos, mas foi em 1936 que os estúdios escalaram para um dos principais papeis do seriado Flash Gordon, onde representou a Princesa Aura (Princess Aura). Depois do seriado, voltou a interpretou papeis sem relevâncias e durante a Segunda Guerra Mundial, Priscilla alistou-se para a Women's Army Corps (um departamento para mulheres do Exército Americano para serviços administrativos/burocráticos). Após sua baixa, não retornou para Hollywood e anos mais tarde foi dona de uma loja de artigos para papelaria em Los Angeles.
Lawson faleceu, aos 44 anos de idade, em 1958, devido a complicações de uma úlcera.

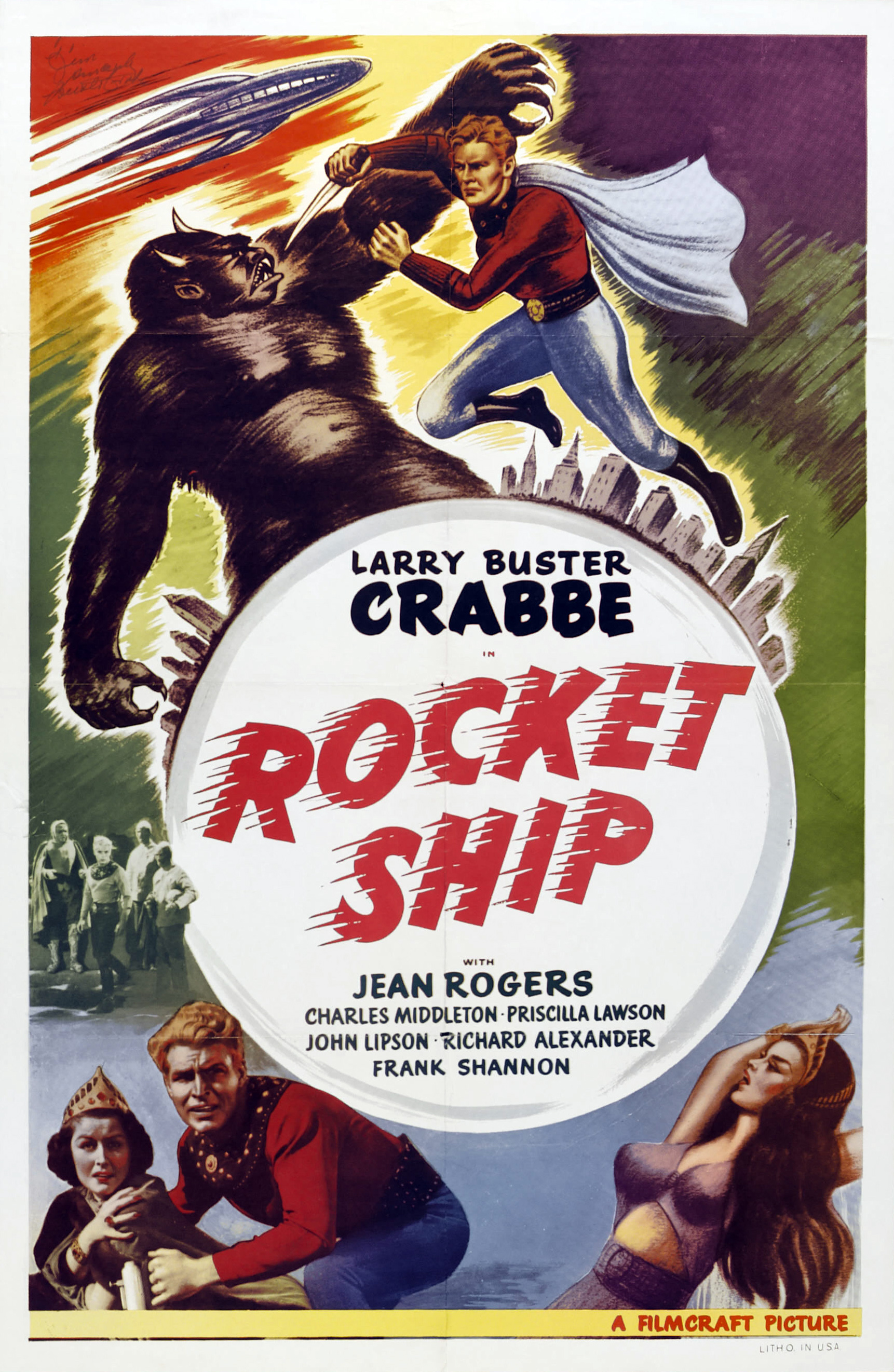
Flash Gordon, seu maior sucesso no cinema

## Ligação externa
- Priscilla Lawson. no IMDb.